# Gammelstadens distrikt
Gammelstaden (fi. Vanhakaupunki) är ett distrikt i Helsingfors stad. Stadsdelar inom distriktet är Majstad, Arabiastranden, Gumtäkt, Kottby, Forsby och Gammelstaden (Bakom dessa länkar finns mera detaljerad information).